# Plagiothecium javense
Plagiothecium javense là một loài Rêu trong họ Plagiotheciaceae. Loài này được (M. Fleisch.) Sakurai miêu tả khoa học đầu tiên năm 1949.